# Большой Иркутский планетарий
Большой Иркутский планетарий — один из крупнейших в России и наиболее оснащённый стационарный школьный планетарий в Иркутске.
Диаметр купола планетария составляет 11 метров. Основным оборудованием является оптико-механический звездный проектор Carl Zeis ZKP-4.
Научным руководителем проекта является Сергей Арктурович Язев, доктор физико-математических наук, российский астроном, директор Астрономической обсерватории Иркутского госуниверситета (АО ИГУ), профессор Иркутского государственного университета (ИГУ).
При планетарии работает астрономический кружок и школьная астрокосмическая лаборатория.

## История
По инициативе администрации Иркутска планетарий был построен в школе № 19. В 2018 году установили купол планетария. 29 января 2019 года школьный планетарий начал свою работу. Диаметр купола составляет 11 метров. Зал размером 11 на 11 метров создан по типу самого большого в мире планетария в Санкт-Петербурге.
Изначально планетарий могли посетить только ученики. В 2020 году планетарий открыли для всех желающих. Для группового посещения было доступно более 40 современных интересных купольных программ и лекций.
12 апреля 2022 года по приглашению команды Большого Иркутского планетария в Иркутск приезжал российский космонавт-испытатель, герой Российской Федерации, член экипажа «Союз МС-17» Сергей Кудь-Сверчков.
22 ноября 2022 года в Большом Иркутском планетарии состоялась премьера полнокупольного фильма «Космическая история России. Не только — Гагарин!», созданного по сценарию Сергея Язева.
18 марта 2024 года Большой Иркутский планетарий по инициативе администрации Иркутской области посещал космонавт, Герой России Александр Полещук.
16 апреля 2024 года в Большом Иркутском планетарии состоялась премьера первого в России полнокупольного фильма о космологии «Мир, в котором мы живем», сценарий к которому написал профессор ИГУ Сергей Язев. На премьеру приезжал лётчик-космонавт, Герой Российской Федерации Александр Лазуткин.
25 апреля 2024 года в планетарии состоялось заседание Иркутского областного отделения Русского географического общества. Мероприятие было приурочено ко Дню космонавтики, обсуждались темы, посвященные космосу. На заседании с лекциями выступили иркутские просветители астрономии и космонавтики, в частности, Сергей Язев рассказал историю и интересные факты о космонавтах Прибайкалья. Михаил Меркулов поделился со зрителями знаниями о звездном небе над Иркутском. С докладом об астрономическом туризме в Прибайкалье выступил Дмитрий Семенов, а Мария Игнатова рассказала, какие сибирские названия астероидов существуют.
Планетарий входит в десятку крупнейших планетариев России

## Деятельность

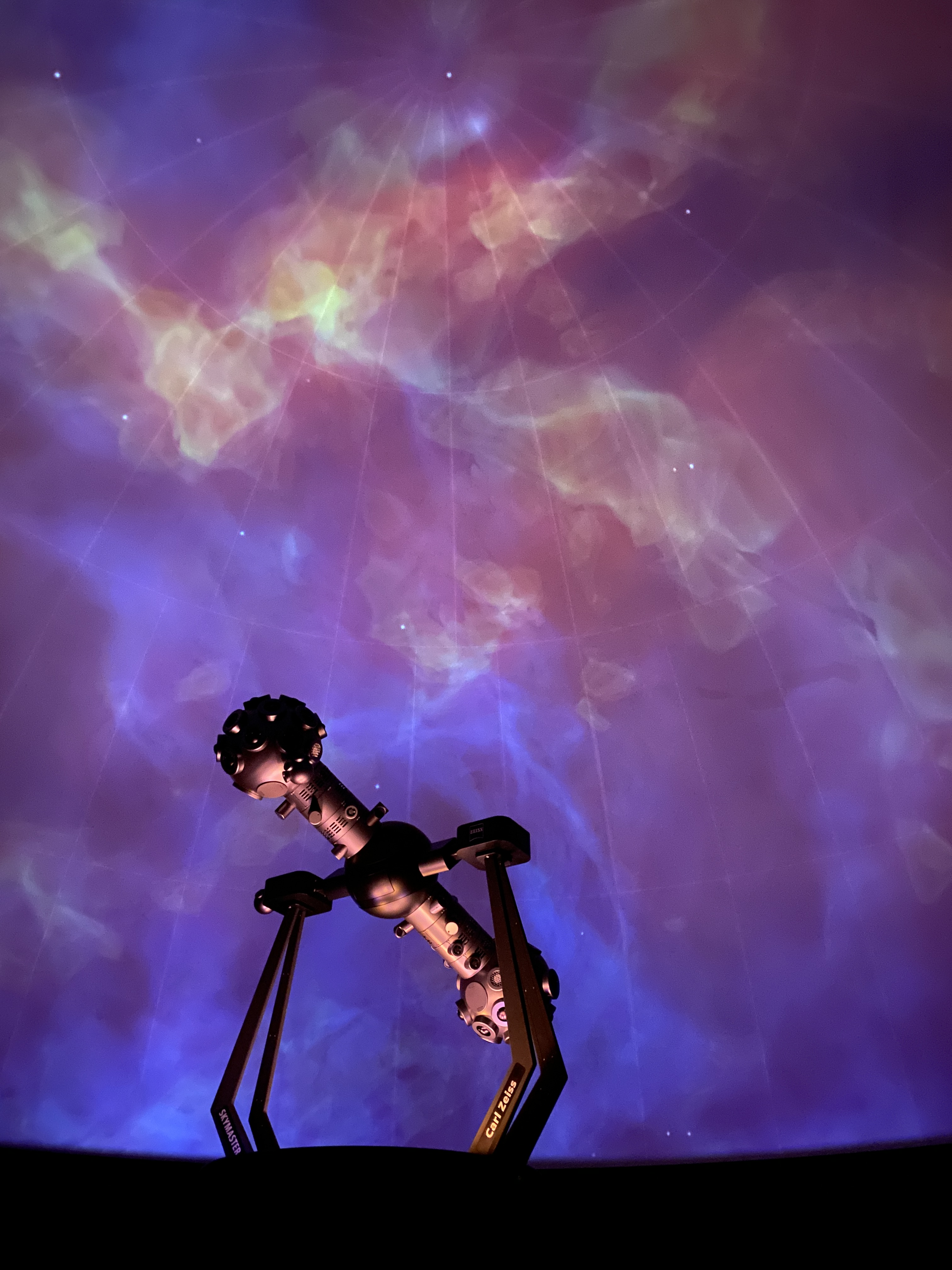
Оптико-механический проектор Zeiss ZKP-4 в БИП

Большой Иркутский планетарий занимается популяризацией науки и ведением образовательной деятельности.
В арсенале планетария более 40 полнокупольных программ. С 2023 года Большой Иркутский планетарий совместно с Минералогическим музеем имени А. В. Сидорова и Ботаническим садом ИГУ реализует программу «Солнце и жизнь Земли».
В настоящее время планетарий работает в следующих направлениях:
1. Создание лекций и образовательных программ по астрономии;
2. Проведение концертов и спектаклей с образовательным уклоном;
3. Организация астрономических наблюдений для населения региона;
4. Привлечение значимых личностей в сфере науки и космонавтики в регион.

На базе планетария действуют детские кружки и лаборатория аэрокосмического моделирования, занимающаяся ракетомоделизмом.